# Ч̆
Le tché brève (capitale Ч̆, minuscule ч̆) est une lettre additionnelle de l’alphabet cyrillique qui a été utilisée en abkhaze. Elle est composée d’un tché diacrité d’une brève.

## Utilisation
Le tché brève a été utilisé dans l’alphabet abkhaze de Tchotchoua de 1909 à 1926.

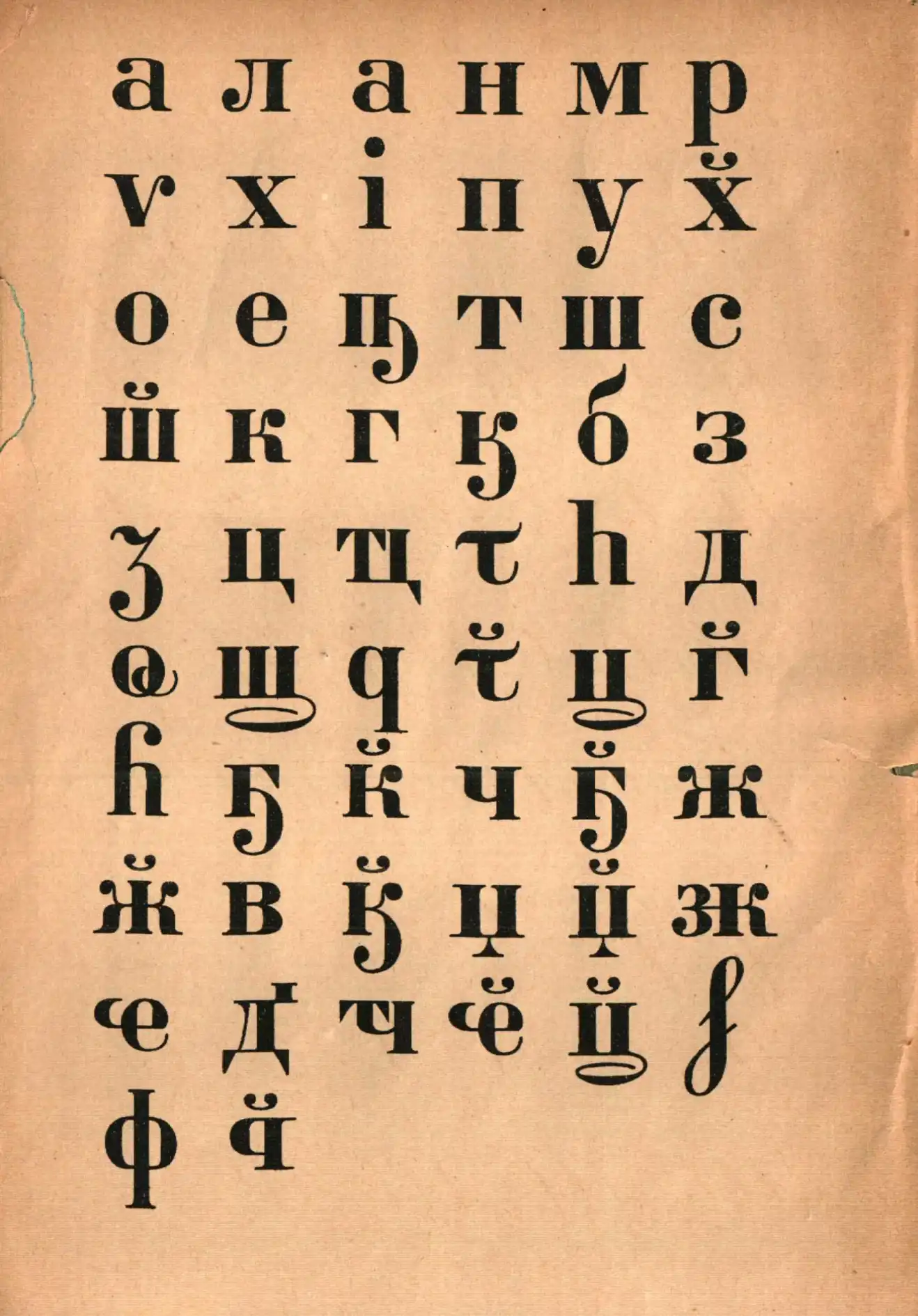
Alphabet abkhaze dans Tchotchoua 1909.

## Représentations informatiques
Le tché brève peut être représenté avec les caractères Unicodes suivants :
- décomposé (cyrillique, diacritiques)

| formes    | représentations | chaînes de caractères | points de code | descriptions                                       |
| --------- | --------------- | --------------------- | -------------- | -------------------------------------------------- |
| capitale  | Ч̆               | Ч◌̆                    | U+0427 U+0306  | lettre majuscule cyrillique tché diacritique brève |
| minuscule | ч̆               | ч◌̆                    | U+0447 U+0306  | lettre minuscule cyrillique tché diacritique brève |